# Xabier Fernández
Xabier Fernández, född den 19 oktober 1976 i Ibarra, Gipuzkoa, är en spansk seglare.
Han tog OS-silver i 49er i samband med de olympiska seglingstävlingarna 2008 i Qingdao i Kina.